# Escroc(s) en herbe
Pour plus de détails, voir Fiche technique et Distribution.
Escroc(s) en herbe (Leaves of Grass) est un film américain réalisé par Tim Blake Nelson, sorti le 17 septembre 2010 aux États-Unis et le 2 novembre 2011 directement en DVD et Disque Blu-ray en France.
Adapté d'un poème du même nom de Walt Whitman, le film met en scène Edward Norton ainsi que Susan Sarandon et également en second rôle le réalisateur lui-même.

## Synopsis
Brillant professeur de philosophie adulé par le milieu universitaire et courtisé à son corps défendant par une de ses élèves, Bill Kincaid se voit contraint de retourner dans son domaine familial d'Oklahoma après plus d'une décennie d'absence, à cause de son jumeau Brady, savant cultivateur de cannabis hydroponique. Là résident également sa mère, veuve, et d'autres personnages pittoresques plus ou moins liées aux histoires de drogues de son cadet [...]

## Fiche technique
- Titres français : Escroc(s) en herbe (France) et Escrocs en herbe (Québec)
- Titre original : Leaves of Grass (trad. litt. : Feuilles d'herbe), d'après le poème du même nom de Walt Whitman
- Réalisation : Tim Blake Nelson
- Scénario : Tim Blake Nelson
- Costumes : Caroline Eselin (it)
- Photographie : Roberto Schaefer (en)
- Montage : Michelle Botticelli
- Musique : Jeff Danna
- Production : Elie Cohn, Kristina Dubin, John Langley, Tim Blake Nelson, Edward Norton
  - Production exécutive : Stuart Blumberg, Boaz Davidson, Danny Dimbort, Eric Gitter, Warren T. Goz, David Koplan, Avi Lerner, Stewart McMichael, Trevor Short
- Société de production : First Look Studios
- Société de distribution : Millennium Pictures
- Budget : 9 millions$US
- Pays de production :  États-Unis
- Langue originale : Anglais
- Genre : Comédie dramatique
- Durée : 105 minutes
- Dates de sortie : 
  - Canada : 14 septembre 2009 (Festival international du film de Toronto)
  - États-Unis : 17 septembre 2010
  - France : 2 novembre 2011 directement en DVD et Disque Blu-ray

## Distribution

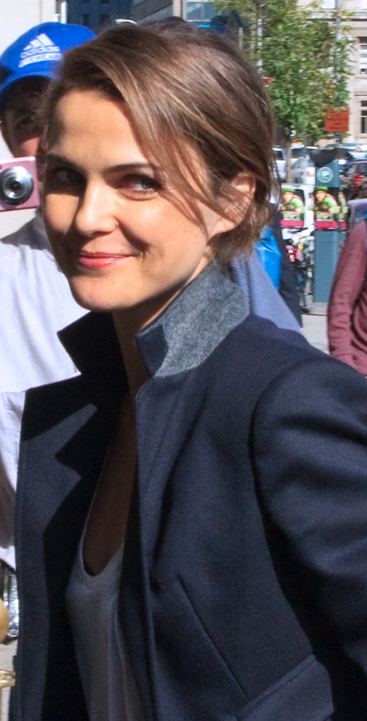
L'actrice Keri Russell, venue défendre le film au Festival international du film de Toronto 2009.

Légende : Version Française = VF et Version Francophone Québécoise = VFQ
- Edward Norton (VF : Damien Boisseau ; VFQ : Antoine Durand) : les jumeaux Bill et Brady Kincaid
- Richard Dreyfuss (VF : Michel Prud'homme ; VFQ : Raymond Bouchard) : Pug Rothbaum, partenaire du commerce de Brady
- Susan Sarandon (VF : Béatrice Delfe ; VFQ : Claudine Chatel) : Daisy Kincaid, mère de Bill et Brady
- Keri Russell (VF : Céline Ronté ; VFQ : Camille Cyr-Desmarais) : Janet, amie d'enfance de Bill
- Tim Blake Nelson (VF : Michel Dodane ; VFQ : Tristan Harvey) : Rick Bolger, meilleur ami de Brady
- Randal Reeder (VF : Gilles Morvan ; VFQ : Benoit Rousseau) : Shaver
- Melanie Lynskey (VF : Natacha Muller ; VFQ : Violette Chauveau) : Colleen
- Josh Pais (VF : Nicolas Marié ; VFQ : François Sasseville) : Ken Feinman
- Lucy DeVito (VFQ : Sarah-Jeanne Labrosse) : Anne Greenstein, une élève amoureuse de Bill
- Amelia Campbell (VFQ : Aline Pinsonneault) : Maggie Harmon
- Steve Earle (VF : Emmanuel Karsen) : Buddy Fuller, trafiquant de drogue rival de Brady
- Lee Wilkof : Nathan Levy, le chef de Bill à l'université
- Ken Cheeseman : Jimmy Fuller, trafiquant de drogue rival de Brady
- Maggie Siff (VFQ : Christine Séguin) : Rabbi Renannah Zimmerman
- Pruitt Taylor Vince (VF : Paul Borne) : Big Joe
- Ty Burrell (VF : Loïc Houdré ; VFQ : Daniel Picard) : Professeur Sorenson

## Autour du film
- L'histoire se déroule dans une petite ville de l'Oklahoma appelée Tulsa, ville dans laquelle est né le réalisateur du film : Tim Blake Nelson
- Dans le film, Keri Russell cite un passage du poème de Walt Whitman qui est : "Tu n'as jamais connu celui que tu es. Tu as sommeillé sur ton âme toute ta vie durant. Tes paupières sont restées fermées la plupart du temps […]"
- Citation du film : "On est des animaux, avec des cerveaux qui nous donnent l'impression de ne pas l'être."

## Article annexe
- Psychotrope au cinéma et à la télévision